# Lernaea lavareti
Lernaea lavareti is een eenoogkreeftjessoort uit de familie van de Lernaeidae. De wetenschappelijke naam van de soort is voor het eerst geldig gepubliceerd in 1794 door Fabricius.